# Suzanne de Montenach
Suzanne baronne de Montenach (* 26. Mai 1867 in Paris; † 21. Juni 1957 Freiburg; heimatberechtigt ebenda) war eine Schweizer Vereinsgründerin. Sie gründete den «Internationalen Katholischen Mädchenschutzverein» und den «Schweizerischen Katholischen Frauenbund» (SKF).

## Leben
Suzanne de Montenach war die Tochter des Pariser Bankiers Léon-Paul Galichon und der Adélaide Marie Cécile geborene Sargenton. Sie heiratete 1891 den Rentier und Grossrat Georges baron de Montenach und wurde Mutter des Diplomaten Jean-Daniel de Montenach (1892–1958).
Suzanne de Montenach gründete 1896 den katholischen «Internationalen Katholischen Mädchenschutzverein» und wirkte als dessen Vizepräsidentin sowie von 1912 bis 1915 als Generalsekretärin. Unterstützt hatte sie dabei ihr Ehemann. Von 1896 bis zu ihrem Tod war sie Zentralpräsidentin des «Schweizerischen Mädchenschutzvereins». Im Jahr 1912 war de Montenach an der Gründung des «Schweizerischen Katholischen Frauenbunds» (SKF) beteiligt. Dort übernahm sie die bis 1950 die Vizepräsidentschaft. Sie vertrat den Verein bei internationalen Tagungen.
Unter dem Namen Suzanne Galichon baronne Georges de Montenach veröffentlichte sie kleinere Schriften und Kongressberichte.

## Schriften (Auswahl)
- Mit Louise de Reynold: Oeuvre catholique internationale pour la protection de la jeune fille. Appel de l’Oeuvre catholique internationale de la protection de la jeune fille aux femmes catholiques de France. Fribourg 1897.
- Assistance par le travail spécialement organisée au point de vue de la femme. Résultats et desiderata. Melun 1900.
- L’Association catholique internationale des œuvres de protection de la jeune fille. Histoire, but, programme, services. Fribourg 1906.
- Le Problème de la mode. Dijon 1913.

## Belege
1. ↑  Romain Jurot: Jean-Daniel de Montenach. In: Historisches Lexikon der Schweiz. (abgerufen am 7. März 2022)

| Personendaten    | Personendaten |
| ---------------- | --- |
| NAME             | Montenach, Suzanne de |
| ALTERNATIVNAMEN  | Galichon, Suzanne de (Geburtsname); Montenach, Louise baronne de (vollständiger Name); Galichon Montenach, Suzanne (Autorenname) |
| KURZBESCHREIBUNG | Schweizer Vereinsfunktionärin |
| GEBURTSDATUM     | 26. Mai 1867 |
| GEBURTSORT       | Paris, Frankreich |
| STERBEDATUM      | 21. Juni 1957 |
| STERBEORT        | Freiburg im Üechtland, Schweiz                                                                                                   |